# Atto di forza
Atto di forza (Total Recall) è un film del 1990 diretto da Paul Verhoeven, liberamente ispirato a un racconto breve di Philip K. Dick dal titolo Ricordiamo per voi (We Can Remember It For You Wholesale) interpretato da Arnold Schwarzenegger, Rachel Ticotin e Sharon Stone.
Il film ha avuto un remake, Total Recall - Atto di forza (2012).

## Trama
Anno 2084. Su Marte due individui passeggiano in tuta spaziale; uno dei due cadendo in un fosso si rompe il casco, causando la depressurizzazione della tuta. L'altro, una donna bruna, resta a guardare impotente mentre il compagno sta morendo.
In realtà la scena era un incubo di Douglas Quaid, un operaio edile sposato con una donna di nome Lori. Quaid, ossessionato dal desiderio di visitare il pianeta rosso per cercare una risposta ai suoi sogni, decide di andare alla Rekall, una compagnia capace di impiantare false memorie di viaggi mai accaduti attraverso un avanzato tipo di realtà virtuale. Nonostante l'avvertimento di Harry, un suo collega, Quaid si sottopone al trattamento della Rekall accettando l'opzione di essere un agente segreto che scopre antiche tecnologie aliene per rendere l'esperienza virtuale più interessante. Dopo avere selezionato il programma Cieli azzurri su Marte e avere chiesto alcuni dettagli a Quaid i tecnici lo addormentano per iniziare l'innesto. Nel mentre però Quaid si risveglia e assale i tecnici insistendo con la paranoia che lo hanno "fatto scoprire" e afferma di non essere Quaid. Dopo averlo sedato gli addetti scoprono che lui è già stato sottoposto a un innesto. Per evitare guai i tecnici cancellano dalla memoria di Quaid la sua visita alla Rekall, lo rimborsano e lo fanno riportare a casa.
Quaid si risveglia in un taxi nei dintorni della sua abitazione e sulla strada incontra Harry insieme a un gruppo di uomini, che lo attaccano all'improvviso con l'intenzione di ucciderlo a causa della sua visita alla Rekall; tuttavia Quaid scopre di avere a livello istintivo delle capacità combattive eccezionali e riesce a eliminarli tutti. Quando Quaid torna a casa e cerca di spiegare l'accaduto a sua moglie Lori, la donna chiama i rinforzi e lo aggredisce rivelandogli di non essere sua moglie e che la sua attuale vita è tutta un innesto. Subito dopo Quaid è costretto a fuggire dall'appartamento quando giungono le forze dell'ordine guidate da Richter, che lo vogliono catturare. Quaid, riuscito a sfuggire agli agenti, riceve una valigetta da un uomo che afferma di avere lavorato con lui in passato e che sta seguendo le sue istruzioni. La valigetta contiene denaro, un travestimento con falsi documenti di identità e un attrezzo che Quaid usa per estrarre il dispositivo di rilevamento che ha impiantato nella narice. La valigetta contiene anche un video di un uomo identico a lui chiamato Carl Hauser, che gli racconta che un tempo lavorava su Marte come agente a caccia dei membri della rivolta marziana per conto dell'amministratore planetario Vilos Cohaagen, ma in seguito lo ha tradito, unendosi ai ribelli, quando scoprì scottanti verità. Hauser crede che Cohaagen sia dietro il suo lavaggio cerebrale e quindi gli intima di recarsi su Marte per scoprire come stanno le cose e fermarlo.
Quaid usa i soldi e il travestimento della valigetta per raggiungere la colonia marziana dove, seguendo gli indizi forniti da Hauser, fa amicizia con un tassista di colore di nome Benny, che lo accompagna a Venusville, un quartiere a luci rosse della colonia, dove vivono delle persone, alcune delle quali mutate per via della scarsa protezione contro le radiazioni. In un pub Quaid incontra Melina, identica alla donna del suo incubo, una personalità di spicco tra le forze ribelli. La donna si rifiuta di parlargli credendo che sia sempre stato una spia del nemico. In seguito Quaid riceve la visita di Lori e dal dottor Edgemar, lo sviluppatore della Rekall. I due cercano di spiegare a Quaid che il suo viaggio virtuale è andato storto e tutte le esperienze che ha vissuto dalla notte in cui ha lasciato la Rekall sono solo il frutto di un delirio paranoico che ha creato il suo cervello. Quaid quasi si convince, ma quando nota la tensione di Edgemar comprende che sta collaborando con il nemico e gli spara alla testa. Gli uomini di Richter irrompono nella stanza e tentano di catturare Quaid, il quale viene salvato dall'intervento di Melina, che uccide tutti gli uomini e viene coinvolta in una colluttazione con Lori, venendo a sua volta salvata da Quaid, che uccide la sua ex moglie.
I due tornano a Venusville, accompagnati da Benny, dove si nascondono in un passaggio segreto mentre i ribelli tengono testa agli uomini di Richter; Cohaagen ordina così la ritirata e fa isolare il quartiere, bloccandone l'alimentazione di ossigeno e condannando gli abitanti a morte certa se Quaid non si consegnerà a loro. Quaid, Melina e il tassista Benny riescono a raggiungere il quartier generale sotterraneo della ribellione. Quaid incontra il capo dei ribelli, Kuato, un piccolo mutante umanoide con poteri telepatici, congiunto nel ventre di un uomo chiamato George. Indagando nella mente di Quaid, Kuato gli fa ricordare di essere a conoscenza di un reattore che si trova sotto Monte Piramide, costruito mezzo milione di anni prima dai marziani un tempo abitanti del pianeta, in grado di fornire ossigeno per tutti se attivato. Cohaagen ha celato l'esistenza di questo reattore perché la capacità del reattore di fornire ossigeno priverebbe Cohaagen del controllo sulla colonia marziana. Kuato implora Quaid di innescare il reattore per liberare Marte dalla tirannia di Cohaagen. Prima di procedere, però, le forze di Cohaagen assalgono la base ribelle, rivelando che Benny faceva in realtà il doppio gioco. Richter uccide Kuato e porta Quaid e Melina nell'ufficio di Cohaagen, il quale gli mostra un altro video di Hauser, rivelando che l'intera esperienza di Quaid è parte di un'elaborata operazione top secret architettata da lui e Cohaagen, i quali sono in realtà grandi amici, per scovare i ribelli.
Cohaagen ordina che Quaid e Melina vengano sottoposti a un ulteriore lavaggio del cervello che faccia tornare Quaid quello che era prima, ossia Hauser, e che renda Melina sua devota compagna. Tuttavia Quaid e Melina riescono a liberarsi e scappare, raggiungendo il reattore alieno, uccidendo per la strada Benny, Richter e i suoi uomini. Cohaagen arriva per primo nella sala del manufatto alieno con l'intenzione di distruggerlo con una bomba, perché secondo lui il reattore innescherebbe una reazione di fusione nucleare di enormi proporzioni, uccidendo tutti i presenti sul pianeta. Lo spietato dittatore viene fermato dall'arrivo di Melina, che gli spara sulla spalla mentre Quaid getta via l'ordigno, che esplode distruggendo un sigillo sul muro della sala, causandone la violenta depressurizzazione. Cohaagen viene aspirato fuori e gettato sulla superficie di Marte, dove muore brutalmente di asfissia e decompressione. Quaid riesce ad attivare il reattore e, nonostante lui e Melina vengano aspirati fuori e stiano per subire la stessa fine di Cohaagen, prima che ciò accada il reattore scioglie lo strato di ghiaccio esterno del nucleo di Marte, facendo fuoriuscire l'ossigeno sulla superficie. Una nuova atmosfera spazia tutto il cielo di Marte, che frantuma i vetri della colonia marziana dando agli abitanti aria fresca da respirare.
Mentre coloni e mutanti compiono i primi passi sotto il cielo azzurro di Marte terraformato, Quaid si domanda se in realtà non sia tutto un sogno, prima di baciare Melina.

## Produzione
La sceneggiatura originale venne scritta da Dan O'Bannon e Ronald Shusett, gli autori di Alien (1979). I due avevano acquisito i diritti del racconto di Philip K. Dick Ricordiamo per voi mentre l'autore era ancora in vita. Non riuscendo a trovare alcun finanziatore, il progetto rimase in development hell, passando da uno studio all'altro per diversi anni, durante i quali furono redatte circa quaranta bozze della sceneggiatura.
A metà anni ottanta, il produttore Dino De Laurentiis assunse il progetto con Richard Dreyfuss come protagonista. Anche Patrick Swayze, che aveva da poco recitato in Dirty Dancing (Balli proibiti) venne preso in considerazione per il ruolo. Nel 1987 venne annunciato che il film sarebbe stato realizzato come produzione di lancio della De Laurentiis Entertainment Group presso dei nuovi studi cinematografici sulla Gold Coast, in Australia, con Bruce Beresford regista della sceneggiatura di O'Bannon e Shusett. Tuttavia questo progetto non vide mai la luce.
David Cronenberg ricevette la sceneggiatura da De Laurentiis, trovandola di base molto promettente, ma andando avanti sentiva che O'Bannon e Shusett non sapessero cosa fare della storia. Cronenberg ha in seguito parlato del suo lavoro come un costante conflitto con Shusett: «Ci ho lavorato per un anno e ho fatto circa 12 bozze. Alla fine, siamo arrivati a un punto in cui Ron Shusett ha detto: "Sai cosa hai fatto? Hai fatto la versione di Philip K. Dick." Ho risposto: "Non è quello che dovremmo fare?" Lui invece: "No, no, noi vogliamo fare I predatori dell'arca perduta su Marte.» Cronenberg intendeva ingaggiare William Hurt nel ruolo principale e immaginava il film come uno Spider su Marte. Shusett ha affermato che un altro motivo per cui Cronenberg lasciò il film era che nel periodo in cui Dreyfuss era coinvolto, il regista voleva adottare un approccio diverso, e nelle parole di Shusett era "improvvisamente [...] contro le sue stesse idee" dopo alcuni disaccordi. Sebbene non sia stato accreditato nella versione finale del film, Cronenberg diede origine all'idea dei mutanti su Marte, incluso il personaggio di Kuato (denominato Quato nella sua sceneggiatura). Quando l'adattamento di Dune fallì al botteghino, anche De Laurentiis perse l'entusiasmo per il progetto.
Il fallimento della compagnia di De Laurentiis aprì una possibilità per Arnold Schwarzenegger, che aveva contattato senza successo il produttore per chiedergli di recitare nel film. Schwarzenegger era venuto a conoscenza del progetto per la prima volta durante le riprese di Codice Magnum, che era stato distribuito dalla De Laurentiis Entertainment Group. Inizialmente l'attore pensò di fare il film con il produttore di Predator Joel Silver, per cui stava lavorando in quel periodo, ma anche questo progetto non venne mai realizzato. Convinse quindi la Carolco Pictures ad acquistare i diritti del film per una somma relativamente economica di tre milioni di dollari e negoziò uno stipendio di 10-11 milioni di dollari (più il 15% dei profitti) per recitare, con un grado di controllo insolitamente ampio sulla produzione. L'attore ottenne il potere di veto su produttore, regista, sceneggiatura, co-protagonisti e promozione. Schwarzenegger reclutò personalmente Paul Verhoeven per dirigere il film, essendo rimasto colpito da RoboCop (per il quale lo stesso Schwarzenegger era stato inizialmente considerato come protagonista). A quel punto, la sceneggiatura aveva superato le quarantadue bozze, ma mancava ancora un terzo atto. Gary L. Goldman venne dunque chiamato da Schwarzenegger per sviluppare la bozza finale della sceneggiatura con Ronald Shusett. Il regista coinvolse inoltre molti dei suoi collaboratori in RoboCop, tra cui l'attore Ronny Cox, il direttore della fotografia Jost Vacano, lo scenografo William Sandell, il montatore Frank J. Urioste e il truccatore ed effettista Rob Bottin.

### Luoghi delle riprese
Il film è stato realizzato principalmente a Città del Messico. Tra i luoghi:
- l'Heroico Colegio Militar per l'appartamento di Quaid e l'ingresso alla metropolitana;
- gli Estudios Churubusco Azteca per la colonia federale di Marte e la miniera;
- al 280 Av. Barranca del Muerto, di Guadalupe Inn, per gli esterni della "Rekall";
- la Metro Chabacano, presso la stazione San Antonio Abad, per le scene interne della metropolitana, l'inseguimento e la sparatoria;
- la Glorieta de Insurgentes per l'entrata della metro.

A Overton, Nevada, vennero girate alcune scene lungo la Valley of Fire State Park per alcuni paesaggi su Marte. Le riprese si svolsero dal 20 marzo al 23 agosto 1989.

## Accoglienza

### Incassi
Il film ha esordito al primo posto del botteghino statunitense, battendo Ritorno al futuro - Parte III con 25533700 $ durante la prima settimana nei cinema.
 Ha concluso la sua corsa al botteghino con un incasso totale di 119412921 $ negli Stati Uniti e 261317921 $ in tutto il mondo. 
In Italia fu il 5º film per incassi della stagione 1990-91.

### Critica
Il film ha ricevuto un'accoglienza generalmente buona. Sul sito Rotten Tomatoes registra un indice di gradimento pari all'83% delle recensioni professionali positive, definendolo "un impeto frenetico di violenza, sangue e umorismo che non si ferma mai". Su IMDb ha una valutazione positiva di 7,5/10. Su Metacritic ha invece un punteggio di 57 su 100 basato su 17 recensioni.
Roger Ebert diede al film un giudizio di tre stelle e mezzo su quattro, definendolo "uno dei film di fantascienza più complessi e visivamente interessanti da diverso tempo".

## Riconoscimenti
- 1991 - Premio Oscar
  - Migliori effetti speciali (Oscar Speciale) a Eric Brevig, Rob Bottin, Tim McGovern e Alex Funke
  - Candidatura Miglior sonoro a Nelson Stoll, Michael J. Kohut, Carlos Delarios e Aaron Rochin
  - Candidatura Miglior montaggio sonoro a Stephen Hunter Flick
- 1991 - Premio BAFTA
  - Candidatura Migliori effetti speciali
- 1991 - Saturn Award
  - Miglior film di fantascienza
  - Migliori costumi a Erica Edell Phillips
  - Candidatura Migliore regia a Paul Verhoeven
  - Candidatura Miglior attore protagonista a Arnold Schwarzenegger
  - Candidatura Miglior attrice non protagonista a Rachel Ticotin
  - Candidatura Migliore sceneggiatura a Ronald Shusett, Dan O'Bannon e Gary Goldman
  - Candidatura Miglior trucco a Rob Bottin, Jeff Dawn, Craig Berkeley e Robin Weiss
  - Nomination Miglior colonna sonora a Jerry Goldsmith
  - Candidatura Migliori effetti speciali a Eric Brevig, Rob Bottin, Tim McGovern e Alex Funke
- 1991 - Motion Picture Sound Editors
  - Miglior montaggio sonoro a Scott Hecker

## Colonna sonora
La colonna sonora è stata composta e condotta da Jerry Goldsmith, eseguita dalla National Philharmonic Orchestra e pubblicata da Varèse Sarabande in due edizioni.
Nel 1990 ha pubblicato la ORIGINAL MOTION PICTURE SOUNDTRACK, un'edizione costituita da 10 tracce (circa 40 minuti di musica).
La traccia "A new Life" fu usata come sigla per il ciclo Cinema Uno di Italia 1 dal 1998 al 2001.

### Original Motion Picture Soundtrack - Tracce
1. The Dream – 3:33
2. The Hologram – 5:36
3. The Big Jump – 4:33
4. The Mutant – 3:16
5. Clever Girl – 4:31
6. First Meeting – 1:10
7. The Treatment – 5:30
8. Where Am I? – 3:56
9. End of a Dream – 5:45
10. A New Life – 2:23

Il 5 dicembre 2000 ha pubblicato la THE DELUXE EDITION, un'edizione costituita da 27 tracce (circa 74 minuti di musica).

### The Deluxe Edition -Tracce
1. The Dream – 3:32
2. First Meeting – 1:10
3. Secret Agent – 0:52
4. The Implant – 2:41
5. The Aftermath – 0:30
6. For Old Times' Sake – 3:00
7. Clever Girl – 4:30
8. The Johnny Cab – 3:47
9. Howdy Stranger – 2:00
10. The Nose Job – 1:55
11. The Space Station – 0:47
12. A New Face – 1:29
13. The Mountain – 1:27
14. Identification – 1:02

1. Lies – 1:04
2. Where Am I? – 3:59
3. Swallow It – 3:07
4. The Big Jump – 4:33
5. Without Air – 1:15
6. Remembering – 1:50
7. The Mutant – 3:16
8. The Massacre – 2:34
9. Friends – 1:40
10. The Treatment – 5:36
11. The Hollowgram – 5:36
12. End of a Dream – 5:46
13. A New Life – 2:22

Inoltre, nel 2020, in occasione del 30º anniversario del film, Quartet Records e StudioCanal hanno pubblicato un'edizione a due dischi, che oltre a presentare queste due pubblicazioni di Varèse Sarabande, nel secondo disco include 15 tracce di musica addizionale. Oltre che su CD, la pubblicazione è avvenuta anche su un set di tre LP, seppur limitata a 1000 copie.

## Altri media
Dal film vennero tratti, lo stesso anno, i videogiochi:
- Total Recall per diversi home computer, pubblicato da Ocean Software
- Total Recall per la console NES, pubblicato da Acclaim Entertainment

La serie televisiva canadese Total Recall 2070 del 1999 è ispirata al film nel nome e nella presenza dell'azienda Rekall che produce vacanze virtuali, ma la trama non ha niente a che vedere con il film.

## Il sequel cancellato
Per questo film era stato previsto un seguito; l'opera mai realizzata avrebbe dovuto basarsi su un altro racconto di Dick, Rapporto di minoranza.
Nella trama, Quaid sarebbe riuscito a portare alcuni mutanti da Marte sulla Terra e costoro, grazie alle loro facoltà precognitive, sarebbero stati in grado di prevedere i crimini prima che accadessero.
Il film non ottenne semaforo verde nonostante il buon successo ricevuto, ma il soggetto, ampliato con nuovi elementi non presenti nel racconto originale, divenne la base per il film Minority Report, con i "Precog" al posto dei mutanti marziani.

## Remake
Nel febbraio del 2009, il produttore Neal H. Moritz in associazione con la Original Film mostrò alla Columbia Pictures i piani di produzione per un rifacimento in chiave moderna di Atto di forza, attualizzato per le nuove generazioni, affidandone la sceneggiatura a Kurt Wimmer. Nel luglio del 2010 Len Wiseman fu scritturato dalla Sony/Columbia come regista. Il 17 gennaio 2012 è stata diffusa la sinossi ufficiale del remake che pur rimanendo in linea di massima fedele al film originale presenta alcune differenze, come l'assenza dei viaggi su Marte, e si distacca ancora di più dal racconto.